# Refugio Bertol

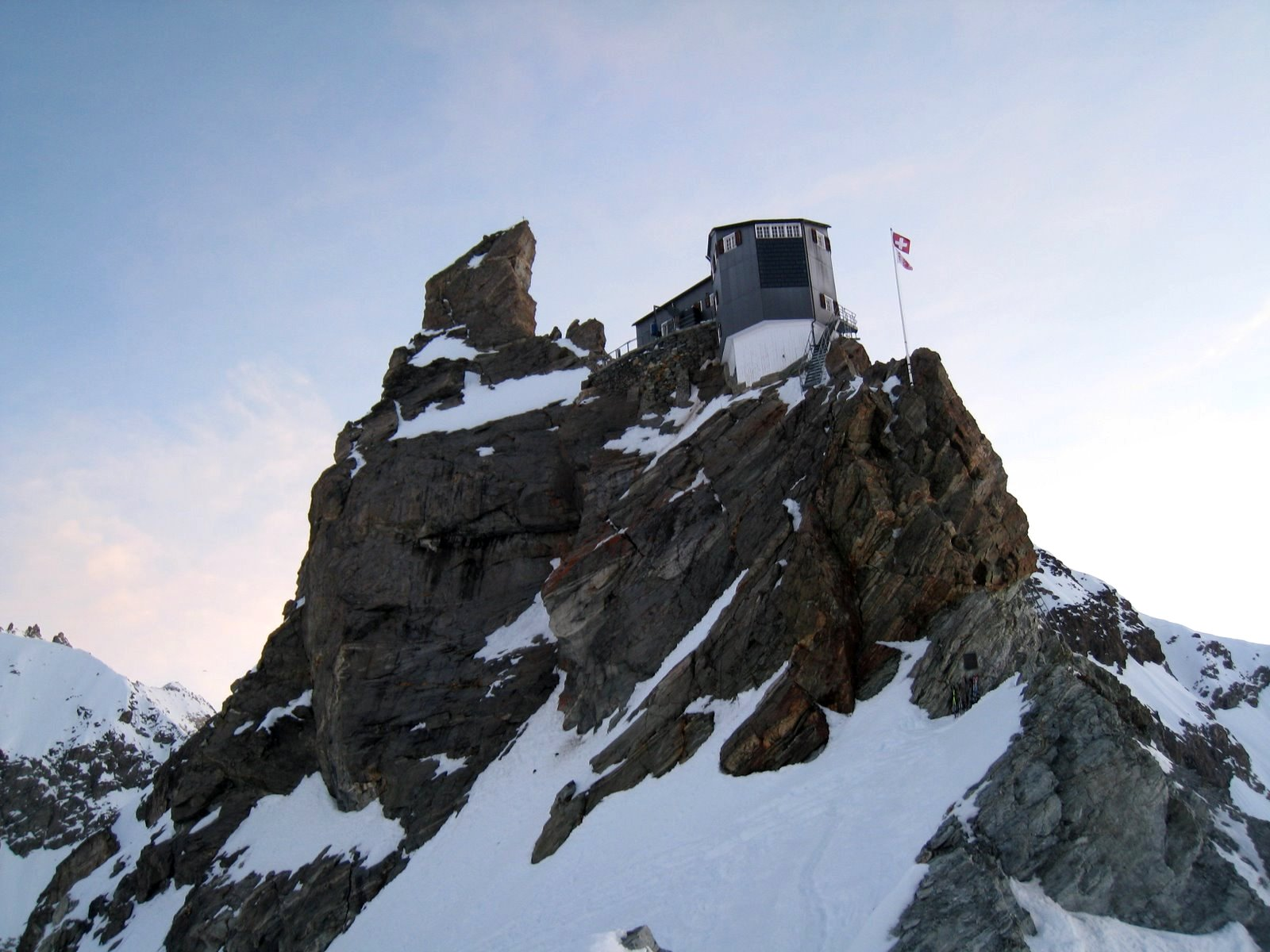
Refugio Bertol sobrel el Col Bertol

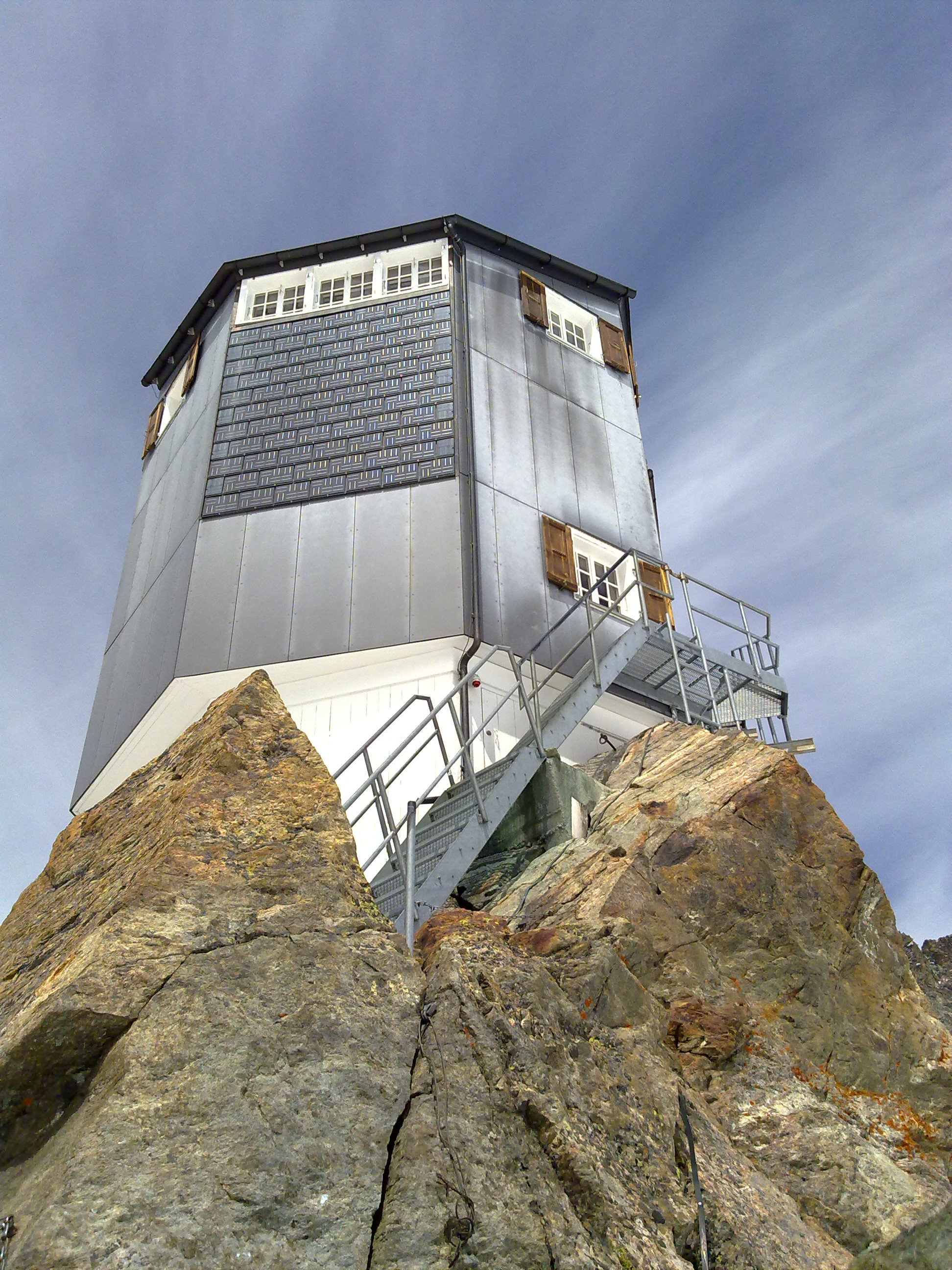
Refugio Bertol

El Refugio Bertol (Cabane Bertol en francés y Bertolhütte en alemán) es un refugio de montaña perteneciente a la sección de Neuchâtel del Club Alpino Suizo.
Se ubica en el cantón del Valais, valle de Hérens, en posición elevada sobre el pueblo de Arolla. Está a una altitud de 3311 m s. n. m.
Es una de las etapas de la Haute Route, entre el refugio de las Vignettes y el de refugio de Schönbiel.

## Ascensiones
- Tête Blanche, 3710 m
- Tête de Valpelline, 3802 m
- Col du Mont Brûlé, 3213 m
- Cumbre sur de Dents de Bertol, 3524 m
- Aiguille de la Tsa

## Excursiones
- Bouquetins
- Refugio Dent Blanche y salida a Ferpècle
- Arête y Dents de Bertol
- Douves Blanches

## Historia
El refugio fue donado por el señor Russ-Suchard, expuesto en Ginebra y después desmontado y reconstruido sobre las rocas del Col Bertol. Se inauguró el 7 de agosto de 1898.
Entre 1917 y 1949 sufrió varias reformas para aumentar su capacidad y mejorar sus condiciones de habitabilidad.
En 1976 se inauguró una reconstrucción del refugio y en años posteriores se instalaron paneles solares y una nueva cocina.